# 北海道科学大学短期大学部
北海道科学大学短期大学部（ほっかいどうかがくだいがくたんきだいがくぶ、英語: Hokkaido University of Science Junior College）は、北海道札幌市手稲区前田7-15-4-1に本部を置いていた日本の私立大学である。1953年に設置され、2022年に廃止された。大学の略称は自短（じたん）。

## 概観

### 大学全体
- 北海道札幌市手稲区に所在した日本の私立短期大学で、設置主体は学校法人北海道科学大学[1]。
- 1953年に北海道自動車短期大学として開学[2]。のちに学科の増設により情報経営システム学科・電子機械工学科も設置されていた。沿革にもあるように、私大バブル期においては学生総数が4桁を記録したことがあった。
- 2001年度入学生以降は自動車工業科に一本化され、その後は入学定員減が目立つようになる。
- 2020年度の入学生を最後に[注釈 2]、2022年に短期大学としての使命を終える[4]。

### 建学の精神（校訓・理念・学是）
- 北海道科学大学短期大学部における建学の精神は「尚志」となっていた。この字義は、｢志を高くする。志を尊ぶ｣という意味が含まれていた。
- 教育理念は「進取不屈」となっており、｢広く知識を修め、高い技術を修得して、洞察力と価値の想像力を養い、進んで物事を成し遂げる旺盛なる精神力と健全な身体を鍛磨して人類の幸福に寄与する｣という意味が含まれていた。

### 教育および研究
- 北海道自動車短期大学を含めて自動車工業界で活躍しうる人材育成に力をいれており、50年を越える自動車整備士の育成を行っていた。全国の短大でも唯一、夜間部の自動車工学系の学科をもつ短大でもあった。情報経営システム学科では経営学や流通・情報・コミュニケーションに関する科目が開講されていた。｢自動車技術｣・｢自動車産業論｣など自動車関連の科目もあった。電子機械工学科では、機械系・電子系・情報系の科目が開講されていた。

### 学風および特色
- 北海道科学大学短期大学部は日本初の自動車工学系の短期大学として開学。以来25,000 名の卒業生を数え、多くの自動車整備士を世に送り出している。ソーラーカーなど新時代に向けた研究にも実績がある。二級自動車整備士（ガソリン・ディーゼル）の合格率は常に全国トップクラスの合格率を誇り、過去には受験生全てが、ガソリン・ディーゼルの2種目完全合格の偉業を成し遂げており、指導レベルの高さがうかがえる。
- 日本最古の自動車工業系の短大でもあった。
- 出身者は概ね道内が9割以上を占めていた。

## 沿革
- 1953年
  - 1月31日 左記を以て文部省[注 4]より短期大学の設置が認可される[注 5]。
  - 4月1日 北海道自動車短期大学が以下の学科体制にて開学[注 6]
    - 自動車工業科 入学定員50名
- 1954年
  - 5月1日 学生数[8]/定員
    - 自動車工業科 101[注釈 3]/100
- 1959年
  - 4月1日 自動車工業科の入学定員を50→100に増員[注 7]。
  - 5月1日 学生数[11]/定員
    - 自動車工業科 201[注釈 3]/150
- 1960年
  - 5月1日 学生数[12]/定員
    - 自動車工業科 226[注釈 3]/200
- 1961年
  - 4月1日 女子学生が初めて入学する。
  - 5月1日 学生数[13]/定員
    - 自動車工業科 236[注釈 4]/200
- 1963年
  - 4月1日 以下の学科を増設する[14]。
    - 自動車工業科第二部 入学定員100名[注 8]
    - 工業経営科 入学定員100名

  - 5月1日 学生数[16]/定員
    - 自動車工業科 
      - 第一部 285[注釈 4]/200
      - 第二部 82[注釈 3]/100

    - 工業経営科 152[注釈 3]/100
- 1964年
  - 5月1日 学生数[17]/定員
    - 自動車工業科 
      - 第一部 359[注釈 3]/200
      - 第二部 188[注釈 3]/200

    - 工業経営科 345[注釈 3]/200
- 1965年
  - 4月1日 学科の定員増を以下の通り行う[注 9]。
    - 自動車工業科第一部 100→200
    - 工業経営科 100→200

  - 5月1日 学生数[21]/定員
    - 自動車工業科 
      - 第一部 453[注釈 4]/300
      - 第二部 255[注釈 3]/200

    - 工業経営科 439[注釈 4]/300
- 1966年
  - 5月1日 学生数[22]/定員
    - 自動車工業科 
      - 第一部 572[注釈 4]/400
      - 第二部 315[注釈 3]/200

    - 工業経営科 569[注釈 5]/400
- 1967年
  - 4月1日 学科の定員減を以下の通り行う[注 10]。
    - 自動車工業科第一部 200→100
    - 工業経営科 200→100

  - 5月1日 学生数[26]/定員
    - 自動車工業科 
      - 第一部 561[注釈 3]/300
      - 第二部 361[注釈 3]/200

    - 工業経営科 552[注釈 3]/300
- 1968年
  - 5月1日 学生数[27]/定員
    - 自動車工業科
      - 第一部 506[注釈 5]/200
      - 第二部 444[注釈 3]/200

    - 工業経営科 491[注釈 4]/200
- 1976年
  - 4月1日 自動車工業科第一部の入学定員を100→300に増員[注 11]。
  - 5月1日 学生数[31]/定員
    - 自動車工業科
      - 第一部 859[注釈 6]400
      - 第二部 196[注釈 3]/200

    - 工業経営科 166[注釈 7]/200
- 1977年
  - 5月1日 学生数[32]/定員
    - 自動車工業科
      - 第一部 991[注釈 4]/600
      - 第二部 228[注釈 3]/200

    - 工業経営科 256[注 12]/200
- 1985年
  - 4月1日 自動車工業科第二部に初めて女子学生が入学。
  - 5月1日 学生数[33]/定員
    - 自動車工業科
      - 第一部 907[注 13]/600
      - 第二部 176[注釈 5]/200

    - 工業経営科 281[注 14]/200
- 1986年
  - 4月1日 以下の学科について、入学定員増を行う[注 15]。
    - 自動車工業科第一部 300→450
    - 工業経営科 100→150

  - 5月1日 学生数[38]/定員
    - 自動車工業科
      - 第一部 900[注釈 5]/750
      - 第二部 221[注釈 6]/200

    - 工業経営科 290[注 16]/250
- 1987年
  - 5月1日 学生数[39]/定員
    - 自動車工業科
      - 第一部 919[注 17]/900
      - 第二部 206[注釈 4]/200

    - 工業経営科 349[注 18]/300
- 1989年
  - 4月1日 工業経営科を情報経営システム学科に改称[注 19]。
- 1989年
  - 5月1日 学生数[44]/定員
    - 自動車工業科
      - 第一部 904[注 20]/900
      - 第二部 165[注釈 3]/200

    - 情報経営システム学科 329[注 21]/300
- 1992年
  - 4月1日 この年度における出来事を以下、列挙する[45]。
    - 以下の学科を増設する
      - 電子機械工学科 入学定員50名[注 22]

    - 一部の学科について入学定員減を以下の通り行う[注 23]。
      - 自動車工業科第一部 450→420
      - 情報経営システム学科 150→130

  - 5月1日 学生数[注 24]/定員
    - 自動車工業科
      - 第一部 971[注 25]/870
      - 第二部 259[注釈 7]/200

    - 情報経営システム学科 400[注 26]/280
    - 電子機械工学科 62[注釈 3]/50
- 1993年
  - 5月1日 学生数[50]/定員
    - 自動車工業科
      - 第一部 980[注 27]/840
      - 第二部 264[注 28]/200

    - 情報経営システム学科 323[注 29]/260
    - 電子機械工学科 119[注釈 4]/100
- 1999年
  - 5月1日 学生数[51]/定員
    - 自動車工業科
      - 第一部 823[注 30]/840
      - 第二部 130[注釈 6]/200

    - 情報経営システム学科 156[注 31]/260
    - 電子機械工学科 101[注釈 6]/100
- 2000年
  -     - 電子機械工学科[注釈 8]

  - 4月1日 学科の入学定員を4以下の通り減員する[52]。
    - 自動車工業科第一部 420→405
    - 情報経営システム学科 130→125

  - 同  以下の学科については、この年度で学生募集を最終とする[注 32]。
    - 情報経営システム学科[注釈 8]
- 2001年
  - 4月1日 自動車工業科第一部の入学定員を405→400に減員[53]。
- 2003年
  - 4月1日 専攻科の設置が認められ、以下の課程を設ける[55]。
    - 自動車工学専攻 入学定員20名
    - 車体工学専攻 入学定員20名
- 2006年
  - 4月1日 自動車工業科の入学定員を以下の通り減員する[56]
    - 第一部 400→300
    - 第二部 100→60
- 2009年
  - 4月1日 自動車工業科の入学定員を以下の通り減員する[57]。
    - 第一部 300→200
    - 第二部 60→50
- 2012年
  - 4月1日 自動車工業科第一部の入学定員を200→150に減員[58]。
- 2013年
  - 4月1日 以下の学科については、この年度で学生募集を最終とする[注 33]。
    - 自動車工業科第二部[注 34]
- 2014年
  - 4月1日 北海道科学大学短期大学部へ改称[59]
- 2015年
  - 4月1日 中の島キャンパス（札幌市豊平区）から前田キャンパス（札幌市手稲区）へ移転。
- 2017年
  - 4月1日 自動車工業科第一部を自動車工学科に名称変更[61]。
- 2019年
  - 4月1日 自動車工学科の入学定員を150→100に減員[注 35]
- 2020年
  - 4月1日 この年度で短期大学としての学生募集を最終とする[注釈 2]。
- 2022年
  - 6月22日 左記を以て文部科学省より廃止の認可が下りる[4]。

## 基礎データ

### 所在地
- 北海道札幌市手稲区前田7-15-4-1[注釈 1]

### 象徴
- 北海道自動車短期大学のマスコットは 1926年製フォード・モデルTで、原型のままで実際に走行できる自動車として国内に1台しかないものとなっていた。
- カレッジマークについては、右記資料を参照のこと[注 36]

## 教育および研究

### 組織

#### 学科
- 自動車工学科 入学定員100名[注 37]。

##### 学科の変遷
- 自動車工業科
  - 第一部→自動車工学科
  - 第二部 入学定員50名[注 38]
- 情報経営システム学科 入学定員125名[注釈 9]
- 電子機械工学科 入学定員50名[注釈 9]

#### 専攻科
- 自動車工学専攻
  - 修業年限2年。入学定員20名
- 車体工学専攻
  - 修業年限1年。入学定員20名

#### 別科
- なし

#### 取得資格について
- 二級自動車整備士の受験資格が得られた。在学中に受講すれば実技試験が免除されるという特典があった。

#### 附属機関
- 交通科学総合研究所

### 研究
- 『北海道自動車短期大学研究紀要』[70]
- 広報誌「あごら」：1983年7月創刊。

## 学生生活

### 部活動・クラブ活動・サークル活動
- クラブ活動
  - 体育系：野球・バスケットボール・柔道・スキー・卓球・バレーボール・少林寺拳法・剣道・バドミントン・サッカー・テニスほか
  - 文化系：自動車・ソーラーカー研究会・軽音楽・写真・囲碁将棋・映画・美術・ミニ四駆・学生フォーミュラ研究会ほか

### 学園祭
- 学園祭は「尚志祭」と呼ばれた。

### スポーツ
- 剣道が強く、北海道学生剣道大会で優勝した実績があった。

## 大学関係者と出身者

### 歴代学長
- 初代学長 苫米地英俊：開学～1966年5月
- 3代目 黒岩保：1973年4月～1977年4月
- 5代目 小澤保知：1985年4月～1998年3月
- 7代目 村山正：2002年4月～2006年3月
- 10代目 苫米地司:2014年4月～不明
- 11代目渡辺泰裕　～2022年3月

### 出身者
- 高橋名人:中退[71]

## 大学の組織
- 「丁酉（ていゆう）会」と称した同窓会がある。発足時の1957年の干支が｢丁酉｣であったことに因んで命名された。

## 施設

### キャンパス
- 3号館・2号館・ボディリペア実習室・電子計算機室（1970年10月設置）などがあった。なお、図書館は2号館2Fにあった。

## 対外関係

### 他大学との協定

#### 韓国
- 全北大学校
- 益山大学校
- 亞洲自動車大学校

#### 日本
- 放送大学

### 系列校
- 北海道科学大学
- 北海道科学大学高等学校
- 北海道自動車学校

## 社会との関わり
- 以下の公開講座が実施されていた。
  - 社会人を対象とした自動車整備士二・三級講習（1960年より）
  - 市民大学公開講:1983年8月に開始された。
  - 1984年2月 開学30周年記念行事シンポジュウム '84「人と車」が開催された。
  - 開学50周年記念行事 交通フォーラム2003として「北海道における脱スパイクタイヤ後の現状と課題」が同年9月に開催された。
- ソーラーカー研究会が1996年、オーストラリアで開催された｢ワールド･ソーラー･チャレンジ｣に参加していた。
- 1992年11月 ソーラーカー「スリスIV号」世界大会に参加
- 1996年10月 ソーラーカー「スリスV号」世界大会に2度目の参加、22位で完走

## 卒業後の進路について

### 編入学･進学実績
- 系列の北海道科学大学への編入学が盛んであった。それ以外では、以下の実績があった。

- 自動車工業科I部・II部：室蘭工業大学・八戸工業大学・福井工業大学ほか。
- 情報経営システム学科：札幌大学・札幌学院大学・北星学園大学・北海商科大学・酪農学園大学・大阪産業大学などがある。
- 電子機械工学科：北海道東海大学ほか。